# Пийт Парада
Питър Пийт Парада е американски барабанист.
Музикалната кариера на Парада започва през 1996 г., когато той се присъединява към Steel Prophet и записва албум с тях година по-късно. Впоследствие се присъединява към Face To Face и Saves The Day, а през 2007 г. стана новия барабанист на „Офспринг“. Парада е свързан с Engine, има солов проект с Роб Халфорд и за кратко свири на барабаните в пънк рок групата Alkaline Trio. Той също е барабанист в групата Hot Mess.

## Офспринг
На 27 юли 2007 г. „Офспринг“ обявява на официалния си сайт, че Парада ще бъде новия барабанист на групата и ще е на мястото на Атом Уилард, който отива в групата Angels & Airwaves. Джош Фрийз всъщност е попълнен като барабанист в ателието за тогава предстоящия албум Rise And Fall, Rage And Grace на „Офспринг“, като Парада не е избран още като заместник на Атом Уилард. Парада тогава има турне с „Офспринг“ в подкрепа на този албум.